# 3. bataljon vietnamskih padalcev
3. bataljon vietnamskih padalcev je bila padalska enota, ki so jo ustanovili Francozi v času svoje vladavine v današnjem Vietnamu. 

## Zgodovina
Bataljon je bil ustanovljen z izločitvijo vietnamskih pripadnikov 10. kolonialnega padalskega bataljona. Poveljniški kader je bil sestavljen iz Francozov, medtem ko je bilo moštvo sestavljeno iz Vietnamcev.
Maja 1955 so bataljon preoblikovali v 3. zračnoprevozni bataljon.